# ستيفن ويبر(أستاذ)
ستيفن ويبر (بالإنجليزية: Steven Weber)‏ هو أستاذ في كلية الإعلام وقسم العلوم السياسية بجامعة كاليفورنيا ، بيركلي. وبعد دراسة التاريخ والتنمية الدولية في جامعة واشنطن في سانت لويس، حصل على درجة الماجستير والدكتوراه في العلوم السياسية من جامعة ستانفورد.
ويبر هو مؤلف عدة كتب حول السياسة والاقتصاد الدوليين. كما أنه محرر كتاب "العولمة والاقتصاد السياسي الأوروبي" (مطبعة جامعة كولومبيا، 2000). وربما يكون كتابه الأشهر "نجاح المصدر المفتوح"، الذي يتحدث عن الاقتصاد والدوافع وراء البرمجيات المفتوحة والحرة. وفيه يقترح مفهوم السلع المضادة للتنافس.

## الكتب
- التعاون والخلاف في الولايات المتحدة - السوفييتية للحد من التسلح (مطبعة برينستون ، 1991)
- نجاح المصدر المفتوح (مطبعة جامعة هارفارد ، 2004)(ردمك 0-674-01858-3)

## روابط خارجية
- مقابلة بالفيديو (بث على الإنترنت)
- الصفحة الرئيسية في بيركلي